# William Pinville
Pour les articles homonymes, voir Pinville.
William Pinville est un comédien français né le 11 novembre 1949 à Moussoro au Tchad et mort le 19 novembre 2024 à Saint-Ouen-l'Aumône. Spécialisé dans la voix off, il est principalement connu pour avoir été la voix off de l'émission Questions pour un champion de 1992 à 2016.

## Biographie
Après avoir été animateur radio à TSF, Pacific FM, Rire et Chansons et directeur d'antenne à Radio Latina, il a aussi été, de 1992 à 2016, la voix off de Questions pour un champion, présentant les candidats et annonçant les cadeaux aux participants. Il était l'auteur de ses textes dans l'émission, et remplaça même brièvement Julien Lepers lors d'une émission de 2015.
Selon Le Parisien, son travail pour le jeu télévisé de France 3 représente « 25 à 50 % de son temps de travail ». En dehors, il prête sa voix pour des documentaires, des publicités à la radio et la télévision et s'oriente vers le doublage au cinéma. On peut également retrouver sa voix sur d'autres supports : les livres audio dans la collection « Gallimard jeunesse ».
Dans le cadre de la restructuration du jeu Questions pour un champion, où Julien Lepers est remplacé par Samuel Étienne, William Pinville cesse la présentation à partir du 20 février 2016 où il est remplacé par Clotilde Donna.
Il meurt le 19 novembre 2024 à Saint-Ouen-l'Aumône à l'âge de 75 ans des suites d'une crise cardiaque,.